# 魯布·馬夸德
理查·威廉·「魯布」·馬夸德（英語：Richard William "Rube" Marquard，1886年10月9日—1980年6月1日），為美國職棒大聯盟的投手。職棒生涯主要效力於巨人隊，最後於1971年入選名人堂。

## 職業生涯
1906年，20歲的馬夸德在小聯盟開啟職業生涯因為他常常被拿來與另一名投手魯布·瓦德爾比較，加上他年紀輕輕，因此他獲得了「Rube」這個綽號，意指沒有太多經歷的人。
1907年和1908年，他分別以23勝和28勝拿下小聯盟勝投王。於是巨人隊在1908年以11000美元簽下馬夸德。
1911年至1913年間，馬夸德都能拿下至少23勝。1911年，他以237次三振拿下聯盟三振王。隔年以26勝拿下聯盟勝投王。據說馬夸德會買蛋白石胸針來獎賞自己的比賽表現，直到他聽別人說蛋白石代表厄運後才捨棄此習慣。
1914年，馬夸德只拿下12勝22敗，並在隔年加入羅賓隊。他在1916年和1920年都幫助球隊打進世界大賽，可惜都沒能奪冠。後來他又加入紅人隊與勇士隊，並在1925年退休。
1920年世界大賽，馬夸德曾因為販賣黃牛票而遭到逮捕。他把8張原價52塊美元的座位票以單價350美元賣給別人，最後他被處以每張票多加額外3.5美元的罰款。
馬夸德生涯拿下201勝117敗，防禦率3.08，並送出1593次三振。在當時他的三振數不僅排在左投史上第三，到1942年以前，他都是國聯左投三振王。他在1933年曾於小聯盟短暫投幾場球，後來也在公園擔任過售票員。

## 個人生活
馬夸德曾是一名歌舞雜耍表演者，他曾與美國歌手布洛瑟姆·西利結婚過，並育有一子，名為小理查·馬夸德（Richard Marquard Jr.）。
1971年，馬夸德入選名人堂。他的入選在當時引發一些爭議，因為透過賽伯計量學發現馬夸德的進階數據ERA+其實並不出色。棒球數據專家比爾·詹姆斯更說馬夸德可能是名人堂之中最差的投手。
1960年代初，為了《光輝時代》一書的出版，馬夸德接受了訪問。裡面的故事被認為是他能入選名人堂的主因，不過他大部分口述的故事在之後驗證發現都是假的。
1980年6月1日，高齡93歲的馬夸德去世，並安葬於巴爾的摩。

## 生涯投球數據
| 勝  | 敗  | 防禦率 | 出賽場次 | 先發場次 | 完投 | 完封 | 救援成功 | 投球局數 | 安打 | 自責分 | 被全壘打 | 保送 | 奪三振 | 暴投 | 觸身球 |
| --- | --- | ------ | -------- | -------- | ---- | ---- | -------- | -------- | ---- | ------ | -------- | ---- | ------ | ---- | ------ |
| 201 | 177 | 3.08   | 536      | 408      | 197  | 30   | 20       | 3306.2   | 3233 | 1130   | 107      | 858  | 1593   | 81   | 39     |

## 外部連結
- 球員資訊和成績在MLB，ESPN，Retrosheet ，Baseball Reference ，Baseball Reference (Minors) ，Fangraphs ，The Baseball Cube （英文）